# UEFA 유로 2024 결선 토너먼트
UEFA 유로 2024 결선 토너먼트(UEFA Euro 2024 knockout stage)는 2024년 6월 29일 16강전으로 시작되어 2024년 7월 14일 독일 베를린 올림피아슈타디온에서 열리는 결승전으로 끝났다.
나열된 모든 시간은 중앙유럽 일광 절약 시간대 기준이다. (UTC+2)

## 포맷
결선 토너먼트에서는 정규 경기 시간이 끝날 때 경기가 동점일 경우 추가 시간(각 15분씩 2피리어드)이 진행된다. 연장전 후에도 여전히 동점이면 승부차기로 경기가 결정된다.
UEFA는 16강전 일정을 다음과 같이 발표했다.
- 경기 1: B조 1위 대 A/D/E/F조 3위
- 경기 2: A조 1위 대 C조 2위
- 경기 3: F조 1위 대 A/B/C조 3위
- 경기 4: D조 2위 대 E조 2위
- 경기 5: E조 1위 대 A/B/C/D조 3위
- 경기 6: D조 1위 대 F조 2위
- 경기 7: C조 1위 대 D/E/F조 3위
- 경기 8: A조 2위 대 B조 2위

UEFA 유로 1984 이후 모든 토너먼트와 마찬가지로 3위 결정전은 없었다.